# Daucus carota subsp. maximus
Daucus carota subsp. maximus é uma subespécie de planta com flor pertencente à família Apiaceae. 
A autoridade científica da subespécie é (Desf.) Ball, tendo sido publicada em Journal of the Linnean Society, Botany 16: 476. 1878.
Os seus nomes comuns são cenoura-brava, cenoura-brava-grande, chapéu-de-sol ou erva-salsa.

## Portugal
Trata-se de uma subespécie presente no território português, nomeadamente em Portugal Continental.
Em termos de naturalidade é nativa da região atrás indicada.

## Protecção
Não se encontra protegida por legislação portuguesa ou da Comunidade Europeia.